# Saint Lucias Davis Cup-lag
Saint Lucia Davis Cup-lag representerar Saint Lucia i tennis-turneringen Davis Cup och styrs av Saint Lucia Lawn Tennis Association. Laget spelar i Amerikazonen.

## Historik
Saint Lucia medverkade första gången i Davis Cup 1998. Tidigare tävlade deras spelare i ett östkaribiskt lag.